# Proshizonotus mosesi
Proshizonotus mosesi är en stekelart som beskrevs av Girault 1928. Proshizonotus mosesi ingår i släktet Proshizonotus och familjen puppglanssteklar. Inga underarter finns listade i Catalogue of Life.